# John Barry Nusum
John Barry Nusum (* 18. März 1981 in Mineola, New York) ist ein in den Vereinigten Staaten geborener ehemaliger bermudischer Fußball-Nationalspieler und heutiger Trainer.

## Karriere
Der in Mineola bei New York geborene Nusum wuchs in Devonshire auf Bermuda auf. Zwischen 1998 und 2001 spielte er für die Furman Paladins, das Universitätsteam der Furman University und wurde dreimal in das NSCAA All-America first team (College All-Star-Team) gewählt. 2002 wurde er an 35. Stelle beim MLS SuperDraft von Columbus Crew ausgewählt, kam für Crew aber zu keinem Pflichtspieleinsatz. In der Folge wechselte er häufig den Verein. Seit der Saison 2004/05 spielte er parallel in der Major Indoor Soccer League für Philadelphia KiXX. Im März 2009 unterzeichnete er einen Vertrag bei Crystal Palace Baltimore in der United Soccer Leagues Second Division.
Von 2012 bis 2014 spielte er wieder bei diversen Vereinen auf den Bermudas.
Seit Juni 2017 ist er Trainer des Robin Hood FC.
In der Nationalmannschaft kam der Mittelstürmer von 2000 bi 2013 36-mal zum Einsatz und erzielte dabei 19 Tore. Im WM-Qualifikationsspiel für die Fußball-Weltmeisterschaft 2010 gegen Trinidad und Tobago schoss er beim 2:1-Hinspielerfolg beide Tore.
Sein Vater, John Nusum, war als Verteidiger ebenfalls bermudischer Nationalspieler.